# Sładkodum
Sładkodum (bułg. Сладкодум) – wieś w Bułgarii, w obwodzie Kyrdżali, w gminie Krumowgrad. W 2024 roku liczyła 4 mieszkańców.